# أحمد البطراوي
أحمد البطراوي (1902 - 23 نوفمبر 1964) طبيبٌ ومترجِمٌ مِصري، وأحدُ الداعِمين لتعريبِ العلومِ وتدريسِ الطبِّ باللغةِ العربية، وأولُ رئيسٍ مِصريٍّ لقسمِ التشريحِ بكليةِ طبِّ القصرِ العيني.

## نشأته وحياته
ولد أحمد البطراوي سنة 1902 بقرية طه شبرا التابعة لمحافظة المنوفية، وكان أبوه محمود البطراوي يعمل بالتدريس في مدرسة دار العلوم العليا. تلقى أحمد البطراوي تعليمه الأولي في قريته، فحفظ القرآن الكريم في الكتاب، وتعلم مبادئ القراءة والكتابة، ثم انتقل إلى القاهرة، وأتم تعليمه الابتدائي والثانوي في مدارسها، التحق البطراوي بمدرسة الطب العليا، بقصر العيني وتخرج فيها سنة 1926، وبعد تخرجه عمل لفترة قصيرة في وزارة الصحة، ثم عين معيدًا بقسم التشريح بكلية الطب.
بعد ذلك أرسل البطراوي في بعثة لإنجلترا للتخصص في علم التشريح البشري وعلم الأجناس البشرية، وهناك حصل على درجة الماجستير بعد ثلاث سنوات في التشريح البشري وبعد عامين من الدراسة الجادة حصل على درجة الدكتوراه في علم الأجناس البشرية، وكانت أطروحته لنيل الدرجة العلمية الرفيعة عن «سكان مصر في عهد ما قبل الأسرات حتى العصر الروماني من الناحية الأنثربولوجية».

## مسيرته
عاد البطراوي إلى مصر بعد خمس سنوات قضاها في إنجلترا ليعمل أستاذاً بكلية الطب بقسم التشريح,

### دعوته إلى تعريب الطب
دعا البطراوي إلى تعريب الطب، وتدريسه باللغة العربية، وترجمة المراجع الوافية وملاحقة الجديد في عالم الطب، وأهمية توفر الأستاذة المتمكنين من اللغتين والمتحمسين للعربية لغة للعلم.
وتنفيذاً لذلك قام البطراوي مع بعض زملائه بترجمة أحد أعظم المراجع العلمية المعروفة في علم التشريح (Gray’s Anatomy) فترجم ثلث الكتاب بمفرده في نحو ألف صفحة، وراجع ترجمة ثلث آخر منه، والقيام بمثل هذا العمل الجبار يقتضي تمكنا من اللغتين، تضلعًا في علم التشريح، وقدرة على وضع المصطلح العربي الدقيق لمقابله الإفرنجي، وكان هذا العمل رسوله إلى مجمع اللغة العربية، فاختير عضوًا فيه سنة 1963.

## عضويته في الجمعيات العلمية
كان البطراوي عضوًا بجمعية علم الحيوان المصرية، ثم وكيلا لها، وعضوًا بكل من مجمع اللغة العربية بالقاهرة والمجمع المصري للثقافة العلمية، وأكاديمية العلوم المصرية، وجمعية تاريخ الطب.

## مؤلفاته وأبحاثه العلمية
ترك البطراوي نتاجًا علميًا من المؤلفات والبحوث والدراسات والتقارير العلمية، بعضها نشر بالإنجليزية وهو أكثر إنتاجه، وبعضها الآخر نشر بالعربية.

### أبحاث بالإنجليزية
- تقرير عن البقايا البشرية التي كشفت عنها بعثة بلاد النوبة.
- تعليقات على الغدد الجنسية لبعض الطيور الأوروبية المهاجرة.
- التاريخ الأنثرويولوجي لمصر والنوبة.
- التقرير التشريحي عن دراسة الأهرام.
- دراسة مجموعة من الجماجم من عهدة الأسرة الأولى، ومن الأسرة الحادية عشرة.
- دراسة مومياء صغيرة وجدت داخل هرم دهشور سنة 1948م.

### مؤلفات وأبحاث بالعربية
- تطور الجنس البشري.
- الجنس البشري في معرض الأحياء.
- على هامش تاريخ الطب.
- سكان الصحراء الغربية.